# Sottosopra
Sottosopra è un singolo della cantante italiana Malika Ayane, pubblicato il 12 aprile 2024.

## Descrizione
Il brano è stato scritto dalla stessa cantante assieme a Pacifico, Andrea Bonomo e prodotto da Estremo. La cantautrice ha descritto il processo creativo della canzone:
(Malika Ayane)

## Video musicale
Il video, diretto da Attilio Cusani, è stato pubblicato in concomitanza del lancio del singolo sul canale YouTube della cantante.

## Tracce
Testi e musiche di Malika Ayane, Andrea Bonomo e Luigi De Crescenzo.
1. Sottosopra – 2:50